# ۴۸۳ (پیش از میلاد)
۴۸۳ (پیش از میلاد) ۴۸۳مین سال قبل از تقویم میلادی است.